# Kosse
Kosse is een plaats (town) in de Amerikaanse staat Texas, en valt bestuurlijk gezien onder Limestone County.

## Geschiedenis
In de jaren 40 van de 19e eeuw arriveerden de eerste kolonisten in de buurt van Duck Creek, waar ze een halteplaats voor de postkoetsen onderhielden. De Houston and Texas Central Railway maakte in 1869 van de plaats hun voorlopige eindstation en gaven het dorp zijn naam: Theodore Kosse was een ingenieur van de spoorwegmaatschappij.
Kosse groeide gestaag. In 1871 werd een lokaal bestuur opgezet, er werden kerken gebouwd en in 1880 verscheen de eerste krant. Het nabijgelegen Eutaw verloor zijn postkantoor en bedrijven aan het groeiende Kosse. In 1884 werd een school gesticht.
In de jaren 30 van de 20e eeuw kreeg Kosse te maken met een terugval in inwoners en bedrijvigheid. Had Kosse in 1928 nog 1500 inwoners, in 1989 was dat aantal afgenomen tot 519.

## Demografie
Bij de volkstelling in 2000 werd het aantal inwoners vastgesteld op 497. In 2006 is het aantal inwoners door het United States Census Bureau geschat op 516, een stijging van 19 (3,8%).

## Geografie
Volgens het United States Census Bureau beslaat de plaats een oppervlakte van 3,4 km², geheel bestaande uit land.

## Plaatsen in de nabije omgeving
De onderstaande figuur toont nabijgelegen plaatsen in een straal van 32 km rond Kosse.